# Kogyoku
Keizerin Kōgyoku (Japans: 皇極天皇, Kōgyoku-tennō; eerste regeerperiode) / keizerin Saimei (Japans: 斉明天皇, Saimei-tennō; tweede regeerperiode) (594 – 24 augustus 661) was de 35e en 37e keizer van Japan, en de tweede vrouw die de keizerstitel droeg.
Haar geboortenaam was 'Prinses Takara' (宝皇女). Van februari 642 tot juli 645 regeerde ze als keizerin Kōgyoku. Daarna gaf ze de troon op aan haar broer, keizer Kotoku. Toen hij in november 654 stierf, besteeg Takara de troon voor een tweede maal; dit keer onder de naam van keizerin Saimei. Ze regeerde tot haar dood in 661.

## Genealogie
Voordat ze de troon besteeg, was de persoonlijke naam (haar imina) van Takara, Ame Toyo-takara ikashi-hi tarashi-hime.
Ze was een achterkleindochter van keizer Bidatsu. Ze was tevens de vrouw en hofdame van keizer Jomei. Samen kregen ze drie kinderen: prins Naka no Ōe (keizer Tenji), Prins Ōama (keizer Temmu) en prinses Hashihito.

## Gebeurtenissen tijdens haar leven

### Als keizerin Kōgyoku
Tijdens de regeerperiode van Takara als keizerin Kōgyoku, greep de Sogaclan de macht. Kōgyoku regeerde vier jaar lang. Haar zoon, Naka no Ōe, plande een coup tegen de Sogaclan en vermoordde Soga no Iruka aan het hof. Kōgyoku was hier dermate geschokt over, dat ze afstand deed van de troon. Deze ging over op haar broer.

### Als keizerin Saimei
Toen keizer Kōtoku stierf, besloot kroonprins Naka no Ōe hem niet direct op te volgen maar eerst zijn moeder de troon weer te laten bestijgen. Wel was het dat aan het hof hij de meeste touwtjes in handen had.
Tijdens het vijfde jaar van de regeerperiode van Saimei, werd het rijk Paekche in Korea vernietigd. Japan hielp de bevolking van Paekche om het voormalige rijk terug te winnen. Saimei liet vanuit Honshū een leger en marine zich gereed maken voor vertrek. Zelf verbleef ze dat jaar tijdelijk in het Ishiyu-paleis in de provincie Iyo. In mei vertrok ze naar het Asakura-paleis in het noorden van de provincie Kyūshū. Voordat Saimei het Japanse leger naar Korea kon sturen, stierf ze. Haar begrafenisceremonie vond vroeg in november van 661 plaats.
Na haar dood volgde haar zoon, Naka no Ōe, haar op.
* Regent Jingu staat niet op de traditionele lijst.